# Faro Bahía Porvenir
El Faro Bahía Porvenir pertenece a la red de faros de Chile y se encuentra en la Región de Magallanes.